# Paradygmat fleksyjny
Paradygmat fleksyjny leksemu – zbiór wszystkich form fleksyjnych danego wyrazu. Na opis paradygmatu oprócz informacji, w jakich formach fleksyjnych może dany wyraz występować, składa się także informacja o właściwych poszczególnym formom końcówkach fleksyjnych.

## Przykłady
Zbiór {dom, domu, domowi, dom, domem, domu, domy, domów, domom, domy, domami, domach} jest paradygmatem fleksyjnym leksemu DOM.